# Платановый
Платановый (также корпус № 6, ранее гостиница № 8) — один из корпусов санатория «Гурзуфский» в Гурзуфе, построенный в 1908 году по проекту архитектора Д. Н. Чичагова для гурзуфского комплекса дач-гостиниц, известного, как Гостиницы Губонина. Памятник градостроительства и архитектуры федерального значения России, согласно законодательству Украины — памятник культурного наследия.
До революции здание носило название «гостиница № 8», после революции, в составе военного санатория изменено на корпус № 6, а в 1990-х годах «по непонятным причинам» получило наименование «Платановый».

## Описание
Гостиница расположена в северной части санатория, на берегу реки Авунды, восточнее корпусов № 9 Лабораторный и № 8 Альянс. По современным обмерам общая площадь 1 201,9 м², с размерами по фасаду 32,5 на 19 м, высота до карниза — 9,6 м. Здание построено в одном стиле со всеми гостиницами курорта, характерном для зданий Южного берега начала XX века, с использованием разных архитектурных объёмов, комбинирующих элементы модерна и стиля «ориент», завершение строительства относят к 1908 году.
Двухэтажное здание прямоугольной формы, расположенное по линии северо-запад — юго-восток, сооружено на участке с крутым уклоном рельефа к юго-западу. Построено из местного камня, колотого серого мраморовидного гаспринского известняка, с тщательной притёской швов и чередующимися декоративными кирпичными поясами в наружной отделке. К северной части пристроено одноэтажное строение. Ввиду сложной конфигурации здания устроена многоскатная вальмовая крыша на деревянных стропилах с металлической фальцевой кровлей по деревянной обрешётке. В северо-западном углу крыши была квадратная башня-мезонин с шатровой крышей, разобранная при последующих ремонтах. Подзоры крыши обрамлены деревянным прорезным узором.
Фасады гостиницы горизонтально разделены межэтажными антисейсмическими поясами, с глубокими лоджиями и балконами, украшенными декоративной резьбой. Оконные проёмы обрамлены разнообразными по форме клинчатыми каменными наличниками прямоугольной формы с «веерным» замковым камнем и покрыты окрашенной штукатуркой с чередованием белых плоских и серых участков с имитацией кирпичной кладки. Окна изначально были деревянные (из « твёрдых пород»), в одну, две, три и четыре створки с фрамугой (часть окон уничтожены при сооружении балконов в середине XX века — вместо них сделаны балконные двери, некоторые, как пришедшие в негодность, заменены на металлопластиковые). Балконы прямоугольные, с резными деревянными конструктивными элементами, украшенными прорезным узором (первоначальные деревянные ограждения утрачены), всё окрашено в белый и охристый цвет. Козырьки балконов, устроенных с большим выносом от стены, покрыты металлом.
Главный вход в здание, акцентированный выступающим двухэтажным объёмом входной группы с шатровой крышей, находится на северо-восточном фасаде (первоначальная конструкция крыши переделана), на юго-восточном фасаде расположены два второстепенных входа. Один из них ведет в здание, второй — на крытую лестничную клетку с балконом. К юго-восточному торцу здания примыкает деревянная лестница с балконом. В холле у входа в северо-восточной части здания устроена бетонная многомаршевая лестница с металлическим ограждением и деревянными профилированными перилами. В некоторых помещениях сохранились первоначальные оштукатуренные потолки с падугами и профилированными тягами.

## История
Самая поздняя по времени возведения гостиница комплекса: считается, что строительство началось до 1903 года, по инициативе главного акционера владевшего тогда курортом акционерного общества «Гурзуф» петербургского купца I гильдии Кузьмы Ивановича Волкова. Автором проекта принято считать архитектора Дмитрия Николаевича Чичагова (встречается авторство П. К Теребенёва, но Платон Константинович умер в 1902 году. Видимо, после смерти Кузьмы Ивановича в 1903 году, дела пошли хуже и строительство растянулось на несколько лет: в «Путеводителе по Крыму» А. Я. Безчинского за 1908 год упоминается 7 гостиниц, из чего исследователи делают вывод о более позднем вводе здания — в путеводителе Г. Г. Москвича по Крыму 1911 года гостиниц числится уже 8. Видимо, стройку заканчивали уже новые владельцы — группа петербургских купцов, в которую входили В. Е. Евстифеев, И. А. Никитин, братья Д.Л. и Ф. Л. Парфёновы, И. А. Соломатников и И. Д. Шустров, приобретшие курорт весной 1910 года и развернувшие кипучую деятельность по приведению курорта в образцовое состояние. Имеются данные, что на двух этажах в 8-й гостинице было 40 номеров разного размера и стоимости — по 20 на этаж («идя навстречу массам со средними средствами» новые владельцы обустроили для проживания «каждый уголок, чуть ли не чуланы и коморки, и, действительно, теперь „Гурзуф“ почти всегда переполнен, но не той шикарной публикой, которая здесь живала во времена Губонина, а средней, небогатой публикой; шикарная знатная публика почему-то теперь избегает Гурзуфа»). В 1913 году к гостинице пристроили биллиардную, действующую и поныне. На 1914 год, по данным путеводителя Бумбера, в гостинице был 31 номер.
После открытия на территории гостиниц Губонина в 1922 году Военно-курортной станции для красных командиров бывшая Гостиница № 8 использовалась как жильё для сотрудников санатория. За годы советской власти были произведены многочисленные переделки. Сделана полная внутренняя перепланировка, с северной стороны пристроили здание котельной, над которым устроили балкон с деревянной отделкой, стилизованной под исторический облик гостиницы. Когда название «Гостиница № 8» было заменено на «Корпус № 6» пока точно не установлено. С переходом под юрисдикцию Украины в 1991 году корпус получил наименование «Платановый» санатория «Гурзуфский», с 2014 года — под тем же названием в составе санатория «Гурзуфский» Управления делами Президента РФ, филиал ФГБУ «Детский медицинский центр» Управления делами Президента России.